# Atoms for Peace
Atoms for Peace é um supergrupo americano de rock alternativo, formada no ano de 2009 em Los Angeles por Thom Yorke (vocal, guitarra, piano, teclado e percussão), Flea (baixo), Nigel Godrich (teclado, guitarra, backing vocal e percussão), Mauro Refosco (percussão e bateria) e Joey Waronker (bateria).

## História
A primeira apresentação do grupo ocorreu em 2 de outubro de 2009 em Los Angeles, onde foram tocadas todas as músicas do álbum solo de Thom Yorke The Eraser, bem como as novas músicas e b-side do Radiohead.
Em uma entrevista em 21 de setembro de 2011, Thom Yorke anunciou que o novo álbum em parceria com Flea seria lançado em um futuro próximo.  O álbum, chamado Amok, teve seu lançamento revelado para 25 de fevereiro de 2013.

## Membros
- Thom Yorke – vocal, guitarra, piano, teclado e percussão
- Flea – baixo
- Nigel Godrich – teclado, guitarra, backing vocal e percussão
- Mauro Refosco – percussão e bateria
- Joey Waronker - bateria

## Discografia
Álbuns de estúdio
- Amok (2013)